# Illiasu Shilla
Illiasu Shilla Al-Hassan - em árabe, إلياسو شيلا الحسن (Tema, 20 de junho de 1983) é um futebolista ganês.

## Carreira
Shilla iniciou a carreira em seu país, no ano de 2001. Defendendo o Real Republican, seu desempenho valeu-lhe um contrato para atuar pelo King Faisal Babes, em 2003. Foram dois anos defendendo esta agremiação.

## Asante Kotoko e entreveros contratuais
No início de 2005, Shilla foi contratado pelo Asante Kotoko, uma das principais equipes ganesas.
As negociações começaram relutantes, e o Faisal acusou o Kotoko de desrespeitar regras de transferência. O Kotoko chegou a anunciar um contrato de três anos, mas a liberação do jogador ainda não era dada como certa.
Segundo o King Faisal, o contrato do jogador só tinha se encerrado no final de abril, o que tornava inviável qualquer negociação feita antes dessa data. O clube cogitou multar ou suspender Shilla, mas como o atleta já havia sido convocado para a Copa de 2006, a briga acabou se esfriando.

## Sondagem pelo Hamburgo
Ainda em 2006, Shilla foi convidado para testes no Hamburgo, um dos mais tradicionais clubes da Alemanha. Entretanto, após a Copa da Alemanha, o jogador não conseguiu se manter em definitivo na equipe da "cidade portuária".

## Saturn
Depois das negociações com o Hamburgo naufragarem, Shilla regressou ao Kotoko. Mas não permaneceria por muito mais tempo na equipe, visto que ele assinaria contrato com o Saturn, time dos arredores de Moscou, apesar das sondagens de dois times ingleses, o Arsenal e Blackburn Rovers.
Sendo um dos pilares da defesa do Saturn, Shilla pouco fez para evitar uma campanha mais que mediana de seu time nos Campeonatos de 2006 (segunda metade), 2007 e 2008.

## Seleção Ganesa
Shilla estreou pela Seleção de Gana ainda em 2006. Foi convocado para a já citada Copa de 2006, sendo bem-sucedido nos desarmes: uma média de 16,2 por jogo. Disputou também a CAN 2008, realizado em Gana. Após o Mundial, Shilla, mesmo sem contrato, disputou algumas partidas válidas pelas Eliminatórias Africanas para a Copa de 2010. Entretanto, ele não foi convocado para o Mundial da África do Sul.

## Títulos
Gana
- Campeonato Africano das Nações: 2008 3º Lugar.